# Jacquy Haddouche
Pour les articles homonymes, voir Haddouche.
Jacquy Haddouche, né le 19 février 1964 à Beauvais et mort le 23 octobre 2010 à la prison de Fresnes,, est un tueur en série français. Il a été reconnu coupable de trois meurtres, commis entre 1992 et 2002, et condamné à la réclusion criminelle à perpétuité assortie d'une période de sûreté de 22 ans.

## Biographie

### Jeunesse
Les parents de Haddouche sont algériens. Sa mère s'appelle Djouber Azzouz et son père Ahmed Haddouche, soldat dans l'armée française pendant la Guerre d'Algérie ; également appelé harki. En 1962, Ahmed est évacué avec sa famille vers la France. À Beauvais dans l'Oise, il trouve un emploi d'ouvrier spécialisé à l'usine Lockheed. Devenu alcoolique et très violent, il est renvoyé de son emploi.
Jacquy Haddouche naît le 19 février 1964. Il est le troisième des douze enfants de la fratrie. Il est scolarisé au collège George Sand. Il est considéré intelligent et sensible, mais instable, agressif, impulsif, intolérant, manipulateur, ne supportant pas la frustration.
En 1979, le juge des enfants le place dans un centre d'éducation surveillé à Méru. Il s'en échappe régulièrement pour rejoindre le logement familial. C'est là qu'il vit une scène traumatisante. Ne supportant pas que son épouse ait engagé une procédure de divorce et le quitte, Ahmed Haddouche se suicide en se tirant une balle de fusil dans la tête devant Jacquy, tout près de lui. Il est éclaboussé par le sang et le corps de son père bascule sur lui. Traumatisé, il se déscolarise et sombre dans la délinquance et la toxicomanie,.

### Première série de crimes et incarcérations
En 1980, à l'âge de 16 ans, Haddouche commet un viol collectif avec un légionnaire dix ans plus âgé que lui. Lorsqu'il est arrêté, Haddouche ne manifeste aucun remords ni de culpabilité. Il est inculpé pour viol collectif et placé en détention provisoire. La cour d'assises des mineurs de Beauvais le condamne, le 15 avril 1981, à cinq ans de réclusion criminelle.
En 1984, Haddouche est libéré de prison, après quatre ans de détention. Il tente de se réinsérer, mais ne parvient pas à trouver d'emploi. Pour faire face à ses difficultés financières, Haddouche commet plusieurs vols à main armée et à mains nues. Après un énième vol, plusieurs signalements permettent de l'identifier. Âgé de 20 ans, Haddouche est arrêté et inculpé pour ces faits, puis placé en détention provisoire. Il comparaît devant la Cour d'assises, en 1986, pour vols à main armée et vols avec violence et est condamné à 8 ans de réclusion criminelle.
Incarcéré au Centre pénitentiaire de Liancourt, Haddouche se marie, en 1988, à l'instigation de sa mère, dans le but d'obtenir une libération conditionnelle. Son union dure seulement huit mois et débouche sur un divorce, alors qu'il est toujours en détention.

### Libération et seconde série de crimes
Haddouche est libéré en 1990, après six ans de détention. Il s'avère être un homme « beau parleur » et sait mettre en confiance les personnes qu'il rencontre pour les duper. D'un point de vue sentimental, Haddouche sait facilement s'éprendre de conquêtes féminines, mais découle d'un tempérament violent envers ses compagnes,.
Dans la nuit du 30 novembre 1992, à Beauvais, Haddouche rencontre dans l'ascenseur Gilles Canette, 45 ans, professeur de français, divorcé dépressif. Ils discutent, Gilles Canette invite Haddouche dans son appartement. Vers 19 h deux garçons, élèves de Gilles, viennent discuter avec lui. Les adolescents remarquent que Haddouche a un comportement bizarre, il semble inspecter les pièces de l'appartement. Ils partent vers 20 h. Haddouche passe la soirée chez Gilles. Il empoisonne Gilles Canette avec un antidépresseur, le Tercian, et le tue par asphyxie. À minuit la carte bancaire de Gilles Canette est utilisée au distributeur automatique. Quand Gilles voulait de l'argent de son compte, il allait toujours le retirer au guichet de la banque, jamais il n'utilisait sa carte au distributeur. Dans la matinée du 1er décembre 1992, Haddouche va voir les deux adolescents chez eux et les menace pour qu'ils déclarent qu'il n'était pas chez Gilles Canette la veille au soir. Une heure plus tard, Gilles est découvert nu sur son lit par sa femme de ménage. Les policiers trouvent une empreinte digitale d'Haddouche sur une bouteille de sirop de fraise. Il est soupçonné du meurtre. Il reconnait être déjà allé chez Gilles Canette, mais pas à la date du meurtre,.
Le 13 décembre 1993, Haddouche est placé en garde à vue. Il nie les faits et déclare qu'il était en région parisienne chez Cloé, sa compagne de 20 ans. Cloé arrive opportunément au commissariat et confirme l'alibi. Quand les policiers lui demandent des précisions, elle refuse de répondre aux questions et quitte le commissariat. Dans sa cellule de garde à vue, Haddouche fait une tentative de suicide en s'ouvrant les veines avec son briquet et est hospitalisé. Le délai de garde à vue étant écoulé, les policiers n'ayant pas assez d'éléments démontrant la culpabilité d'Haddouche, la justice abandonne les poursuites contre lui, l'affaire est classée. Le dossier abouti à un non-lieu, le 1er septembre 1994,.
Dans la nuit du 18 au 19 septembre 1994, Haddouche persuade Cloé de voler des ordonnances à son père. Par ce moyen, elle fait ingérer, à son insu, du Rohypnol, communément appelée « drogue du violeur », à Ludovic J., un ami étudiant parisien. Elle fait ensuite entrer Haddouche dans l'appartement. Muni de la carte bancaire et du code de la victime, le couple effectue ensuite des achats et des retraits d'argents.  Honteuse de son comportement et détruite psychologiquement à l'issue de cette année passée avec Haddouche, Cloé met un terme à sa relation. Ludovic survit à son empoisonnement et dépose plainte pour tentative de meurtre accompagnée de vol. La victime déclare avoir invité chez lui Cloé et son amant, mais dit ignorer le nom de ce dernier. Les enquêteurs fouillent alors dans l'entourage de Cloé découvrent qu'elle avait pour compagnon Haddouche, avec qui la séparation est intervenue juste après les faits. L'ancien couple est placé sur écoute téléphonique pendant plusieurs mois,.
Fin mai 1995, au bar « le Charlie Brown » rue Guy Patin à Beauvais, Francine C., directrice pédagogique dans un institut médico-éducatif, est avec un groupe d'amis. Haddouche se joint au groupe et fait connaissance avec eux. Début juin 1995, Haddouche se présente chez Francine rue Nicolas Pastour, mais celle-ci refuse de le laisser entrer. Il frappe la porte d'entrée tellement fort qu'elle finit par décider de lui ouvrir et le laisser entrer. Haddouche lui dit être épuisé car il vient de finir une garde à l'hôpital de Méru. Compatissante, elle lui offre le café qu'il demande. Lorsqu'il termine de boire, Francine lui dit de partir. Haddouche refuse, prétendant que Collette, son ancienne compagne, est maintenant avec Frédéric, son ancien compagnon. Haddouche l'emmène dans la chambre, la viole et s'en va. Elle jette les draps et lave à l'eau de Javel les endroits où Haddouche a été chez elle. Pendant les semaines suivantes, Haddouche la harcèle au téléphone et fait le guet devant sa porte. Elle n'ose pas porter plainte et sombre dans la dépression.

### Incarcération pour vol avec violence
En 1995, Haddouche, 31 ans, et Cloé, 22 ans, sont placés en garde à vue pour l'empoisonnement de Ludovic. Cloé reconnaît avoir joué un rôle dans l'empoisonnement et le vol d'argent de la victime, mais déclare avoir été influencée par Haddouche. De son côté, Haddouche reste de marbre et nie avoir empoisonné sa victime. Lors d'un tapissage, Ludovic J. reconnaît Haddouche derrière un miroir sans-tain. A l'issue sa garde à vue, Haddouche est mis en examen pour tentative de meurtre accompagnée de vol, puis placé en détention provisoire. Cloé, quant à elle, est mis en examen pour complicité de vol avec violence, et laissée en liberté.
Pendant son incarcération, Haddouche est condamné, en 1996, à trois mois, quatre mois et six mois de prison pour vol, vol aggravé et contrefaçon. En juin 1997, il est condamné à deux ans de prison pour escroquerie et vol aggravé. L'affaire d'empoisonnement sera finalement requalifié en vol avec violence en récidive pour Haddouche, et en complicité de complicité de vol pour Cloé.
En 1998, Haddouche et Cloé comparaissent devant le tribunal correctionnel, pour l'empoisonnement de Ludovic J., accompagné de vol. Haddouche est condamné à 8 ans de prison ferme, tandis que Cloé est condamnée à une peine de prison avec sursis. A la suite de cette affaire, Cloé coupe tout contact avec Haddouche et mettra dix ans pour se reconstruire.

### Libération et troisième série de crimes
Haddouche est libéré en février 2002, après plus de six ans de détention. Il retourne vivre à Beauvais, où il traine une réputation de marginal.
En juin 2002, à Beauvais, Haddouche renoue avec Isabelle, qu'il a rencontrée en 1991. Ils entament une brève relation. Un soir, Haddouche alcoolisé, frappe Isabelle au visage en présence de sa fille. Il lui téléphone le lendemain et lui demande de lui rapporter ses médicaments pour le cœur, prétendant qu'il est mourant. Quand Isabelle est chez lui, il lui impose un rapport sexuel.
Le 20 juin 2002, vers 19 h, Haddouche entre dans le foyer SONACOTRA, rue d'Anjou dans le quartier Argentine, à Beauvais. Vers 20 h, il force la porte du studio de Léo Capon, retraitée âgée de 73 ans. Haddouche frappe et égorge la vieille dame. Il fouille l'appartement et vole des objets ayant peu de valeur, avant de repartir. Le lendemain, Danièle Capon, la fille de Léo, se rend chez sa mère, inquiète de ne pas avoir de ses nouvelles. Elle est étonnée que la porte d'entrée ne soit pas verrouillée. Lorsqu'elle entre, Danièle découvrent la résidence sans dessus dessous. Il y a de nombreuses traces de sang sur le sol, et des sacs-poubelle remplis de divers objets près de la porte d'entrée. Le cadavre de Léo Capon est allongé sur le dos, dans la salle de bain, le visage recouvert de morceaux de carton. Sur les bandes de vidéosurveillance de l’immeuble, un homme au crâne dégarni entre tête nue et ressort portant des sacs pleins dans chaque main et une casquette cachant son visage. Les images de mauvaise qualité, ne permettent pas de l’identifier. Un ADN masculin est découvert sur différents objets chez Léo. Cet ADN n'est pas répertorié au FNAEG. Léo Capon est défigurée par les coups qu'elle a reçus. Les médecins légistes établissent qu'elle est morte étouffée par son sang.
Le 4 juillet 2002, à Boulogne-sur-Mer, Haddouche entre dans l'appartement de Liliane D, propriétaire d'un bar. Il la frappe, tente de la violer et vole la recette de l'établissement. La victime se rend au commissariat et dépose plainte contre X pour tentative de viol. Une enquête est ouverte, mais ne débouche sur aucune piste.
Le 15 juillet 2002, au bar « L'endroit » à Saint-Étienne, Sylvain Rome, cadreur, 32 ans, sympathise au comptoir avec Jacquy Haddouche. Vers 16 h, ils quittent le bar ensemble. Sylvain va acheter des boissons au magasin de proximité à côté de chez lui. Vers 17 h, David Sabido un ami de Sylvain sonne à son appartement, mais Sylvain lui fait comprendre qu'il le dérange et refuse de le faire entrer. Haddouche empoisonne Sylvain Rome au Bromazépam et le poignarde. Il nettoie l'appartement, vole le chéquier, le téléphone portable, les papiers d'identité de Sylvain Rome et les clés de l'appartement. Le 27 juillet 2002, le père de Sylvain Rome le découvre couché sur le ventre sur son lit. Les enquêteurs établissent que Sylvain Rome a une alcoolémie élevée, n'est pas dépressif et ne consomme pas d'antidépresseurs. Un portrait robot est réalisé grâce aux descriptions du barman et de Lucien Florent, un électronicien client du bar, avec qui Haddouche a discuté un peu avant de faire connaissance avec Sylvain Rome.
Fin août 2002, Haddouche séduit Nathalie, jeune bénéficiaire du RMI, à qui il se présente sous un faux nom comme médecin du centre hospitalier de Beauvais. Elle l'héberge. Au bout d'une semaine, alors qu'ils boivent l'apéritif, Haddouche drogue Nathalie à son insu dans son deuxième verre de kir. Il lui vole ensuite sa carte bancaire et son RMI. Nathalie fait un malaise et se voit de nouveau hospitalisée. Elle dépose plainte contre X au commissariat de Beauvais pour « empoisonnement accompagné de vol ».
En septembre 2002, Haddouche tente de reprendre contact avec Francine. Prise de panique à l'idée de subir un nouveau harcèlement, elle décide à porter plainte contre lui pour le viol de 1995,.
Le 13 septembre 2002, dans le quartier Argentine à Beauvais, Liliane Michaud, 82 ans, rentre du supermarché Intermarché avec son déambulateur. Arrivée devant son pavillon, Haddouche l'agresse, la frappe sauvagement et lui vole son portefeuille. Quand les enquêteurs décrivent l'agresseur aux agents de sécurité du supermarché, ils identifient Haddouche.
Le 30 septembre 2002, les policiers déposent une convocation chez lui, un petit meublé. Haddouche ne se rend pas à la convocation et entame une cavale.

### Arrestation et mise en cause dans les différentes affaires
Dans la nuit du 2 octobre 2002, un peu après 23 h, à Nîmes dans le Gard, Haddouche tente de s'introduire dans la gare en cassant une vitre. Un vigile le met en fuite et alerte les policiers effectuant une patrouille. Les policiers le repèrent dans la rue. Il est ivre et résiste. Il déclare être kinésithérapeute et s'appeler Saïd Haddouche. En passant ses empreintes digitales au fichier automatisé des empreintes digitales, les policiers découvrent que son prénom est Jacky, et non Saïd. En passant son nom au fichier des personnes recherchées, les policiers apprennent qu'il est recherché pour meurtre à Beauvais. Liliane Michaud reconnait formellement Haddouche, qui est mis en examen pour vol avec violence en récidive et placé en détention provisoire, à la Maison d'arrêt d'Osny-Pontoise.
Le 2 décembre 2002, Haddouche placé en garde à vue pour le meurtre de Léo Capon. Il nie être l'auteur du crime, mais ses dénégations ne sont pas prises au sérieux. En effet, chez Haddouche, ont été découverts des effets personnels et des assiettes appartenant à la vieille dame assassinée. En plus de cela, l'ADN découvert sur la scène de crime est le sien. Le lendemain soir, Haddouche est mis en examen pour le meurtre de Léo Capon puis reconduit à la Maison d'arrêt d'Osny-Pontoise . Il nie les faits. Des objets qu'il a volés chez elle sont retrouvés par les policiers quand ils perquisitionnent son logement. Haddouche accuse son colocataire d'être l'auteur des faits.
Le 10 décembre 2002, Haddouche est condamné à 8 ans de prison ferme, par le tribunal correctionnel de Beauvais, pour l’agression de Liliane Michaud. Au vu du profil d'Haddouche, la juge d'instruction a la conviction que le meurtre de Léo Capon n'est pas le seul qu'il ait commis. Au début de l'année 2003, elle décide donc de lancer une circulaire d'informations dans tous les commissariats de France. La gendarmerie de Saint-Étienne prend connaissance du dossier et examine la téléphonie mobile de Haddouche. Celle-ci montre que le téléphone portable du suspect est détecté par l'antenne-relais qui couvre le quartier où est l'appartement de Sylvain Rome à la date du meurtre,.
Le 1er juin 2003, Haddouche est placé en garde à vue, à la gendarmerie de Saint-Étienne. Il reconnait avoir été dans le secteur, à la mi-juillet 2002, pour rendre visite à des membres de sa famille. Lors du tapissage, derrière le miroir sans tain, Lucien Florent identifie formellement Haddouche. Il finit par reconnaitre avoir rencontré Sylvain Rome au bar, mais affirme ne jamais s'être rendu chez lui. Il est mis en examen pour meurtre et transféré à la Maison d'arrêt de Lyon-Corbas.
À l'aide de la circulaire, un rapprochement est fait avec la tentative de viol de Liliane D., commise à Boulogne-sur-Mer, en juillet 2002. La victime reconnaît formellement Haddouche, lors d'un tapissage. Également interrogé sur le viol de 1995, Haddouche reconnaît avoir rencontré Francine C. au bar « le Charlie Brown », mais nie s'être rendu chez elle. Il déclare que la plainte pour viol contre lui est une vengeance de la part de celle-ci, car il ne lui a pas livré les stupéfiants dont elle lui avait passé commande pour un montant de 30 000 francs. Haddouche est mis en examen pour le viol en récidive de Francine C. et la tentative de viol en récidive de Liliane D. puis reconduit à la Maison d'arrêt de Lyon-Corbas.
Au vu de des deux meurtres et de la tentative de viol, commis en moins d'un mois, les enquêteurs doutent qu'Haddouche ait commencé à tuer en 2002 et décident de fouiller ses antécédents. En exhumant ses procès verbaux, ils tombent sur la mort de Gilles Canette, en 1992, dans laquelle il avait été entendu en qualité de témoin et de suspect. Ré-interrogée sur l'affaire, Cloé reconnaît avoir menti, devant la juge d’instruction : elle ne connaissait pas encore Haddouche, en novembre 1992, et ne l'a rencontré qu'en septembre 1993, lorsqu'elle a été scolarisée à Beauvais.
En 2004, Haddouche est de nouveau placé en garde à vue pour le meurtre de Canette. De la même manière qu'en 1993, il nie être à l'origine de sa mort et donne le même alibi, ignorant les rétractations de Cloé. Mis face à ses incohérences, Haddouche affirme que Cloé ment pour se venger de l'avoir entraînée dans l'empoisonnement de Ludovic J., en 1994. Plus de 11 ans après les faits, Haddouche est mis en examen pour le meurtre de Canette puis reconduit à la Maison d'arrêt de Lyon-Corbas.

### Jugement dans le meurtre de Sylvain Rome
Le 26 mars 2007, le procès de Haddouche débute à la Cour d'assises de la Loire, à Saint-Etienne.
Sa défense est assurée par les avocats Karim Beylouni et Julien Vernet. André Buffard est l'avocat de la famille de Sylvain Rome. Lors de procès, Haddouche apparaît affaibli et empathé, en raison d'une grande consommation de médicaments. Il avoue avoir passé l'après-midi des faits en compagnie de Rome. Il nie toujours sa participation au meurtre et accuse la justice de s'acharner sur lui, en le poursuivant à tort. 
Le 28 mars 2007, Haddouche est condamné à 30 ans de réclusion criminelle, assortis d'une période de sûreté de 20 ans, pour le meurtre de Sylvain Rome. Il fait appel de cette décision, mais décide de s'abstenir le premier jour de son nouveau procès.

### Procès en première instance pour les crimes de Beauvais
Le 23 avril 2008, le procès de Haddouche débute à la Cour d'assises de l'Oise, à Beauvais, pour le meurtre de Gilles Canette, en 1992, le viol de Francine, en 1995, le meurtre de Léo Capon, en 2002, et la tentative de viol de Liliane, la même année. Antoine Vaast est l'avocat de la famille de Gilles Canette. Philippe Tabart est l'avocat de la famille de Léo Capon. Virginie Bella-Gamba est l'avocate de Francine,.
Lors de son arrivée dans le box, Haddouche nie toujours être à l'origine de ses crimes et se dit victime d'un complot. Face à la présence de son ADN sur la scène du meurtre de Léo Capon, il prétend que la police l'a déposé sur les lieux pour le faire condamner à tort. Lorsque Liliane D. arrive dans le box, celle-ci reconnaît une nouvelle fois Haddouche comme étant son agresseur. Il ne reconnaît pas la tentative de viol et accuse la victime de vouloir le faire condamner à tort. En ce qui concerne le meurtre de Canette, Cloé vient témoigner de sa relation d'un an avec Haddouche et affirme avoir été utilisée pour le protéger de ses crimes. Elle raconte de nouveau avoir menti, en 1993, pour protéger celui qu'elle considérait comme une figure protectrice. Elle raconte également avoir été utilisée pour participer à l'empoisonnement de Ludovic J., en 1994, dans lequel elle sera condamnée avec Haddouche et décidera de couper les ponts avec celui-ci,,.
À la barre, plusieurs anciennes compagnes de Haddouche témoignent de leur relation avec celui-ci. Toutes parlent d'un homme « beau parleur », qui sait mettre en confiance les personnes qu'il rencontre pour les manipuler. Sa première compagne, avec qui il était marié durant quelques mois, dresse un portrait manipulateur de Haddouche et évoque son union comme « la pire erreur de sa vie ». Isabelle, une autre ancienne compagne, témoigne d'une agression et d'un viol commis par Haddouche, en juin 2002. Elle dépeint un homme affable, au premier abord, mais incontrôlable lorsqu'il boit ou qu'il est face à un refus. Une troisième femme, Nathalie, témoigne également avoir subi les sévices de Haddouche, en août 2002. Séduite par celui-ci alors qu'elle était hospitalisée, elle affirme avoir hébergé quelques jours celui qu'elle croyait médecin, avant qu'il ne la drogue au médicament et lui vole ses économies. Elle affirme avoir reconnu Haddouche par la presse et par sa capacité à droguer ses victimes pour leur soutirer de l'argent. Lorsque vient Francine C. pour témoigner de son viol, en 1995, celle-ci dépeint le même manipulateur, qui séduit et demande de l'aide pour mettre en confiance. Après avoir été, piégée et violée par Haddouche, elle avoue avoir été harcelée par celui-ci au téléphone plusieurs semaines durant. Le casier judiciaire de Haddouche démontre qu'il arrêtera de la harceler, du fait de son arrestation dans l'affaire d'empoisonnement,,.
Le 7 mai 2008, Haddouche est condamné à la réclusion criminelle à perpétuité assortie d'une période de sûreté de 22 ans, accompagnée de vingt ans de suivi socio-judiciaire et d'une obligation de soins. Il fait appel de cette décision.

### Procès en appel concernant les crimes de Beauvais
Le 9 mars 2009, le procès en appel d'Haddouche débute à la Cour d'assises de la Somme, à Amiens.
Lorsqu'il arrive dans la cour, Haddouche reconnait le meurtre de Léo Capon et la tentative de viol de Liliane D., qui avait toujours nié jusqu'alors. Il reconnaît avoir bu beaucoup d'alcool, les jours des faits, et affirme ne pas avoir réussi à se contrôler. Cet argument laisse un sentiment de mal-aise au fond de la Cour, effrayée par cette capacité à tuer sans raison. Bien qu'il ait reconnu ces deux crimes, Haddouche nie toujours avec véhémence le meurtre de Gilles Canette, en 1992, et le viol de Francine C., en 1995.
Bien que les preuves soient indiscutables dans les crimes de 1995 et 2002, le meurtre de Canette est toutefois moins évident à aborder pour la Cour. En effet, les éléments à charges découlent seulement d'un faux alibi de Haddouche, fourni par Cloé. Le témoignage de deux anciens élèves de Canette fait lever ces incertitudes, lorsqu'ils racontent être allés à l'appartement de Canette, en compagnie de Haddouche, le soir des faits. Ils affirment avoir vu Haddouche fouiller la résidence et adopter un comportement étrange durant le soirée. Les deux hommes affirment également avoir été interpelé par Haddouche, le lendemain matin des faits, en leur demandant de dire qu'il n'avait pas passé la nuit chez Canette, qui sera retrouvé mort une heure plus tard.
Le 20 mars 2009, Haddouche est de nouveau condamné à la réclusion criminelle à perpétuité assortie d'une période de sûreté de 22 ans. Il se pourvoit en cassation, mais son pourvoi est rejeté. 

### Mort
Le 23 octobre 2010, Haddouche meurt d'une hémorragie cérébrale, à la prison de Fresnes (Val-de-Marne), à l'âge de 46 ans. Il aura passé 25 ans de sa vie en détention,.
Aujourd'hui encore, un doute plane sur son nombre exact de victimes. Certaines personnes demeurent convaincues que Haddouche a commis d'autres crimes, entre 1990 et 1995, au cours de sa période de liberté.

## Liste des victimes connues
| Date              | Date              | Lieu             | Identité        | Âge | Profession / Activité           |
| Les faits         | Découverte        | Lieu             | Identité        | Âge | Profession / Activité           |
| ----------------- | ----------------- | ---------------- | --------------- | --- | ------------------------------- |
| 30 novembre 1992  | 1er décembre 1992 | Beauvais         | Gilles Canette  | 45  | Professeur de français          |
| 19 septembre 1994 | 19 septembre 1994 | Paris            | Ludovic J.      | ?   | Étudiant                        |
| juin 1995         | septembre 2002    | Beauvais         | Francine C.     | ?   | Directrice pédagogique d'un IME |
| juin 2002         | 26 avril 2008     | Beauvais         | Isabelle        | ?   | Inconnue                        |
| 20 juin 2002      | 21 juin 2002      | Beauvais         | Léo Capon       | 73  | Retraitée                       |
| 4 juillet 2002    | 4 juillet 2002    | Boulogne-sur-Mer | Liliane D.      | ?   | Propriétaire d'un bar           |
| 15 juillet 2002   | 27 juillet 2002   | Saint-Étienne    | Sylvain Rome    | 32  | Cadreur                         |
| août 2002         | 26 avril 2008     | Beauvais         | Nathalie        | ?   | Bénéficiaire du RMI.            |
| 13 septembre 2002 | 13 septembre 2002 | Beauvais         | Liliane Michaud | 82  | Retraitée                       |